# Le Boiteux de Varsovie
Le Boiteux de Varsovie est une série de quinze romans français de Juliette Benzoni parus de 1994 à 2016 publiée chez Plon, puis en poche chez Pocket.
La série a été également publiée (intégrale en deux parties des 15 volumes), sous le titre « Les Enquêtes d’Aldo Morosini ». 

## Histoire
Cette série met en scène le prince Aldo Morosini qui est devenu après la Première Guerre mondiale un antiquaire spécialisé dans les bijoux anciens.
Un homme mystérieux surnommé le Boiteux de Varsovie le charge d'une mission à la fois délicate et dangereuse : retrouver quatre des douze pierres du pectoral du Grand Prêtre du Temple de Jérusalem. Depuis qu'elles ont été volées, ces pierres (un saphir, un diamant, une opale et un rubis) ont toutes semé la mort autour d'elles.
Morosini accepte d'autant plus cette mission que l'un de ces joyaux, l'Étoile Bleue, appartenait à sa mère jusqu'à ce qu'on l'assassine pour la lui voler. Le Prince vénitien espère qu'en poursuivant cette quête, il pourra découvrir l'identité de l'assassin de sa mère et exercer sur lui sa vengeance.
Suspens, amours, trahisons et secrets historiques foisonnent dans cette série où se mêlent vérité historique et histoire romancée.
Le Boiteux de Varsovie a remporté un grand succès en librairie et l'auteur a offert de nouvelles aventures à Aldo Morosini où il recherche d'autres joyaux historiques.

## Première série
- L'Étoile bleue (1994)
- La Rose d'York (1995)
- L'Opale de Sissi (1996)
- Le Rubis de Jeanne la Folle (1996)

## Deuxième série
- Les Émeraudes du Prophète (1999)
- La Perle de l'Empereur (2001)
- Les Joyaux de la sorcière (2004)
- Les Larmes de Marie-Antoinette (2006)
- Le Collier sacré de Montezuma (2007)
- L'Anneau d'Atlantide (2009)
- La Chimère d'or des Borgia (2011)
- La Collection Kledermann (2012)
- Le Talisman du Téméraire : Les Trois Frères (2013)
- Le Talisman du Téméraire : Le Diamant de Bourgogne (2014)
- Le Vol du Sancy : Des carats pour Ava ? (2016)